# Ред Булл Брагантино II
«Ред Булл Брагантино II» (порт. FC Red Bull Bragantino II) — бразильский футбольный клуб из города Кампинаса, выступавший на взрослом уровне с 2007 по 2019 год. В начале 2019 года компания Red Bull GmbH объявила об объединении своей бразильской команды с клубом «Брагантино» из Брагансы-Паулисты, и с 2020 года объединённый клуб выступает под названием «Ред Булл Брагантино». «Ред Булл Бразил» планировалось закрыть, но в итоге команда заявилась в низших дивизионах чемпионата штата Сан-Паулу в качестве молодёжного подразделения «Ред Булл Брагантино». 16 января 2023 года клуб был переименован в Ред Булл Брагантино II.

## История
Клуб основан 19 ноября 2007 года.
В 2009 году команда выиграла Второй дивизион Лиги Паулисты и вышла в Серию 3 Лиги Паулисты. В 2010 году «Ред Булл» дошёл до финала Кубка Паулисты.
Сезон 2011 года оказался неудачным для клуба. Команды заняла пятое место в Серии 2 и отстала от первого места на четыре очка. 2012 год был намного более успешным. Клуб закончил на третьем месте в Серии 2 Лиги Паулисты, но команда вылетела из кубка в полуфинале.
В 2014 году клуб поднялся до Серии A Лиги Паулисты. В 2015 году «Ред Булл Бразил» занял 26-е место в общебразильской Серии D.
В начале 2019 года компания Red Bull GmbH объявила об объединении своей бразильской команды с клубом «Брагантино» из Брагансы-Паулисты. Последний матч «Ред Булл Бразил» провёл 15 апреля 2019 года против «Понте-Преты». «Быки» выиграли в серии пенальти 3:1 после нулевой ничьей в финале Кубка интериора (глубинки), разыгрываемого в рамках Лиги Паулисты. С 2020 года объединённый с «Брагантино» клуб получил название «Ред Булл Брагантино».
С 2020 года «Ред Булл Бразил» выступает в качестве молодёжной команды (до 23 лет) «Ред Булл Брагантино» в третьем дивизионе чемпионата штата Сан-Паулу.
16 января 2023 года клуб изменил своё название на Ред Булл Брагантино II.

## Результаты клуба в чемпионатах Бразилии
| Выступления в чемпионатах Бразилии |          |       |
| Год                                | Дивизион | Место |
| 2015                               | Серия D  | 26-е  |
| 2017                               | Серия D  | 44-е  |

## Главные тренеры
- Пауло Сержио (2008)
- Рикардо Пинто (2008—2009)
- Жозе Луис Фернандес (2009)
- Жаир Писерни (2009)
- Марсио Фернандес (2010—2011)
- Лусиано Диас (2011—2012)
- Аржел Фукс (2012—2013)
- Маурисио Барбьери (2014—2016)
- Силас (2017)
- Антонио Карлос Заго (2018—2019)

## Титулы
- Обладатель Кубка интериора (1): 2019
- Чемпион Серии А3 Лиги Паулисты (1): 2010
- Чемпион Серии А3 Лиги Паулисты (1): 2009

## Форма

### Домашняя
| 2008 — 2009 | 2010 | 2011 | 2012 | 2013 — 2014 | 2015 | 2016 | 2017 | 2018 |

### Гостевая
| 2008 | 2009 | 2010 — 2011 | 2012 | 2013 — 2014 | 2015 — 2016 | 2017 | 2018 |

### Вратарская
| Форма · Форма | Форма · Форма | Форма · Форма |